# Ptychidio longibarbus
Ptychidio longibarbus és una espècie de peix cipriniforme de la família dels ciprínids.

## Morfologia
- Els adults poden assolir 16,8 cm de longitud total.[4][5]

## Hàbitat
És un peix d'aigua dolça i de clima tropical.

## Distribució geogràfica
Es troba a Àsia: la Xina.